# Ikariam
Ikariam és un videojoc d'estratègia en temps real en línia en mode gratuït i multijugador distribuït per Gameforge. Està ambientat a l'antiga Grècia i consisteix a gestionar una polis, amb les seves successives colònies, perquè creixi i domini els rivals. El seu mecanisme de joc és similar al Travian o The Settlers entre d'altres, amb trets (com la recerca) propis de la saga de Civilization i els seus imitadors.
El jugador controla una ciutat en una illa grega, on pot invertir en recursos, construir edificis i investigar en tecnologia per millorar les tropes o aconseguir la felicitat dels seus habitants. També pot aliar-se amb altres jugadors per intercanviar mercaderies o defensar-se d'atacs enemics. L'acció transcorre en temps real, per la qual cosa encara que el jugador no hi sigui present pot guanyar o perdre batalles i acumular capital per ampliar la seva ciutat.

## El joc
El joc consisteix en un món virtual de mar esquitxat de molts altres arxipèlags que recorda al Mar Egeu. Cada arxipèlag té vuit illes (inicialment amb deu polis, i amb un màxim de 16 si els 6 terrenys lliures es colonitzen) amb vuit meravelles diferents cadascuna. Cada illa posseïx un bosc per a l'obtenció de fusta i una explotació d'una altra de les quatre matèries que es poden esplotar en el joc: vi, marbre, cristall o sofre. De tal manera que els jugadors de les vuit illes han de comerciar amb les altres illes per a poder proveir-se dels tres materials que els falten. A més, la fusta pot recollir-se des del primer minut, no sent aquest el cas dels altres recursos doncs cal desenvolupar una sèrie de tecnologies per a desbloquejar-los. Aquests materials tenen una funció diferent per al seu ús en el desenvolupament de la ciutat: 
- Fusta: La fusta es pot aconseguir en totes les illes i serveix per a la construcció d'edificis, formació i manteniment de tropes. La fusta es considera una matèria primera bàsica, mentre que les altres matèries són considerades béns de luxe.
- Vi: Serveix per a augmentar la felicitat en la ciutat i així atreure més gent a aquesta, fent que es recaptin més ingressos. Incrementa el creixement demogràfic.
- Marbre: És la base per a la construcció d'edificis.
- Cristall: Serveix per a augmentar l'acadèmia a partir del tercer nivell, per a fer que s'escurcin les investigacions i millorar l'atac i la defensa de les tropes.
- Sofre: Per a la formació d'una flota militar i de tropes terrestres.
- Or: Per pagar a les tropes i comprar vaixells
- Ambrosia: Material extra que només es pot obtenir fent una compra on-line

## Meravelles
En cada illa hi ha una meravella dedicada a una deïtata que dona un *bonus i es pot també donar diners perquè aquesta deïtata beneeixi a l'illa: 
La farga d'Hefest: 
-Efecte perllongat: La quantitat de sofre explotat augmenta en un 10%.
--Benedicció: La quantitat de sofre explotat es duplica.
Temple de Gea: 
-Efecte perllongat:La quantitat de marbre explotat augmenta en un 10%.
--Benedicció: La quantitat de marbre explotat es duplica.
Jardí de Dionís: 
-Efecte perllongat: La producció de vi augmenta en un 10%.
--Benedicció: La producció de vi es duplica.
Temple d'Atenea: 
-Efecte perllongat: L'extracció de cristall augmenta en un 10%.
--Benedicció: L'extracció de cristall es duplica.
Temple a Hermes: 
-Efecte perllongat: Els vaixells mercants són més barats i a més tenen una millor defensa.
--Benedicció: La velocitat dels vaixells mercants es duplica.
Fortalesa de Llauris: 
-Efecte perllongat: Soldats i màquines de guerra costen menys.
--Benedicció: Llauris lluita per un dia del costat de l'habitant d'aquesta illa. Bono en atacs empresos per a totes les tropes d'aquesta illa.
Temple de Posidó: 
-Efecte perllongat: Tots els vaixells de guerra costen menys.
--Benedicció: Posidó lluita durant un dia del costat dels habitants de l'illa. Extra capacitat d'atac per als vaixells de l'illa.
Colós: 
-Efecte perllongat: Capacitat de defensa extra per a totes les tropes (també les quals no pertanyen a l'illa) que protegeixin a qualsevol de les ciutats d'aquesta illa.
--Benedicció: Per un dia cap ciutat de l'illa podrà ser atacada.
No es pot donar el cas que una meravella el bo de la qual és l'obtenció d'un 10% més d'un tipus de recurs es trobi en una illa que no posseïx dit recurs 

## Edificis
-Intendència: És l'edifici principal, informa sobre l'estat emocional dels ciutadans. Amb cada ampliació augmenta el límit de població que pots tenir en la ciutat.
-Acadèmia: Permet contractar investigadors per a investigar més ràpid les millores del teu imperi.
-Caserna: Per a la formació de tropes.
-Port comercial: Creació de vaixells mercants que ajuden a la botiga a l'hora de comerciar.
-Drassana de guerra: Creació de vaixells de guerra.
-Dipòsit: Per a emmagatzemar matèria i amagar part d'aquesta en cas de saqueig de la ciutat. Cada ampliació augmenta el total d'emmagatzematge.
-Muralla de la ciutat: Augmenta un bo de defensa de la ciutat. Com més s'acosti el nivell de la muralla al nivell de la intendència el percentatge de bonus de defensa pujarà en cas contrari, com més diferenciats estiguin els nivells el percentatge de bonus descendirà.
-Taverna: Per a servir vi que fa que augmenti la felicitat per tant atreu a més ciutadans.
-Museu: Per a exposar mostres d'altres civilitzacions, augmenten la felicitat i atreuen a més ciutadans.
-Palau: Et permet colonitzar nous llocs. Cada nivell permet la creació d'una colònia.
-Residència del governador: La residència del governador reduïx la corrupció en les colònies.
-Ambaixada: Serveix per a millorar les relacions amb les altres ciutats i alhora et permet crear una aliança o unir-te a una ja existent.
-Botiga: Per al comerç de matèries primeres.
-Taller d'invencions: Per a millorar les unitats bèl·liques.
-Amagatall: Per a crear espies.

## Unitats militars
N'hi ha de terrestres y de maritimess i a les batalles es disposen en 3 fileres bàsiques, ales i posicions aéries. Cadascuna de les unitats té una sèrie de punts d'atac i defensa que es poden reforçar al taller d'invencions.

### Terrestres
- Llancers
- Hoplites
- Gegants de vapor
- Honders
- Arquers
- Fusilers
- Espadachins
- Ariets
- Catapultes
- Morters
- Girocòpters
- Globus
- Metges
- Cuiners

### Marítimes
- Esperó
- Llença-flames
- Esperó de vapor
- Ballesta
- Catapulta
- Morter
- Submarí
- Llença-míssils
- Porta-globus
- Llanxa de pales
- Vaixell de manteniment

## Formes de govern
Una modificació recente permet canviar el tipus de govern que vulgui emprar cada jugador, cada tipus de govern té una sèrie d'avantatges i desavantatges.
- Ikacràcia: el govern d'un benèvol líder insular. Govern que ve per defecte, sense avantatges ni desavantatges.
- Anarquía: quan s'ordene un canvi de govern hi ha un període d'anarquia, la corrupció augmente un 25% a totes les ciutats, els vaixells tornen a les ciutats d'on han sortit, s'anul·len els atacs, no es poden donar ordres...
- Aristocràcia: el govern dels nobles, és a dir, d'un grup el·lititsta.
Avantatges:
```
-20% Temps de construcció d'edificis
+20% Contraespionatge
```

Desavantatges:
```
+3% Corrupció en totes les ciutats
```

- Democràcia: el govern del poble.
Avantatges:
```
+75 Satisfacció a totes les ciutats
+1 Punts de investigació per hora per cada acord cultural
```

Desavantatges:
```
-20% Contraespionatge
+5% Temps de construcció de unitats militars terrestres
```

- Dictadura: el govern d'un líder, és a dir, d'una sola persona.
Avantatges:
```
-2% Costos de manutenció de unitats militars terrestres
-2% Manteniment de unitats navals
-2% Temps de construcció d'unitats militars terrestres
-2% Temps de construcció d'unitats militars navals
+2 vaixells mercants addicionals
```

Desavantatges:
```
-75 Satisfacció a totes les ciutats
```

- Monocràcia: el govern de la llei; fins i tot als propis líders els resulta difícil modificar les lleis.
Avantatges:
```
-5% Corrupció a totes les ciutats
+20% Contraespionatge
```

Desavantatges:
```
+5% Temps de construcció d'unidats militars terrestres
+5% Temps de construcció d'unidats militars navals
+50% Temps de càrrega als ports propis
```

- Oligarquia: el govern d'uns pocs, concretament les riques famílies de mercaderes.
Avantatges:
```
+5 Abast de totes les botigues
+10% Velocitat dels vaixells mercants
-2% Manteniment de les unitats navals
+2 vaixells mercants addicionals
```

Desavantatges:
```
+20% Temps de construcció d'edificis
+3% Corrupció a totes les ciutats
```

- Tecnocràcia: el govern dels tècnics, és a dir, científics i investigadors.
Avantatges:
```
+5% Punts d'investigació
+20% Productivitat dels ajudants
```

Desavantatges:
```
+1 Cost per investigador
```

- Teocràcia: el govern dels sacerdots.
Avantatges:
```
-20% Temps de regeneració de miracles
La satisfacció a las ciutats amb un temple augmenta +2 vegades la taxa de conversió.
+1 producció d'or per sacerdot
```

Desavantatges:
```
-5% Punts d'investigació
-20 Satisfacció a totes les ciutats sense temple
```

## Ikariam Plus
Ikariam plus és la forma de millorar les opcions de joc i augmentar la producció mitjançant pagament. Per a això s'ha d'adquirir ambrosía mitjançant les diferents formes de pagament i triar l'opció que prefereixis: 
Conta Premium: millora les opcions de joc amb 10 de ambrosía durant 7 dies.
Bonus de producció: per 5 de ambrosía tindràs un 20% més de producció del recurs que triis durant 7 dies.
També pots canviar recursos directament amb monedes de recompensa o ambrosía. De tal forma que si et sobra un tipus de producte ho pots intercanviar per un altre que et falti de forma espontània.